# Associação de Voleibol dos Emirados Árabes Unidos
A Federação de Voleibol da República do Cazaquistão  (em inglês: United Arab Emirates Volleyball Association,  UAEVBA) é  uma organização fundada em 1976 que governa a pratica de voleibol nos Emirados Árabes Unidos, sendo membro da Federação Internacional de Voleibol e da Confederação Asiática de Voleibol, a entidade é responsável por  organizar  os campeonatos nacionais de  voleibol masculino e feminino no país.